# Аль-Джабир, Сами
Самоар аль-Джабер (прозвище «Сами», араб. سامي الجابر‎; род. 11 декабря 1972, Эр-Рияд) — саудовский футболист, нападающий. Выступал в сборной Саудовской Аравии.

## Карьера

### Клубная
Воспитанник футбольной школы клуба «Аль-Хиляль», в котором и начал профессиональную карьеру в 1988 году и за которой играл вплоть до завершения карьеры игрока в 2008 году, последний раз вышел на поле за клуб 21 января 2008 года в товарищеском матче с «Манчестер Юнайтед», на 39-й минуте того же матча забил и свой последний гол в карьере. С 2000 по 2001 год на правах аренды выступал за английский клуб «Вулверхэмптон Уондерерс», за который, однако, провёл только 4 матча, не забив ни одного гола.

### В сборной
В составе главной национальной сборной Саудовской Аравии дебютировал 11 сентября 1992 года в матче против сборной Сирии, а последний раз вышел в составе сборной 23 июня 2006 года в матче против команды Испании. Всего в составе сборной сыграл 156 матчей и забил 46 мячей. Участник четырёх чемпионатов мира: 1994, 1998, 2002, 2006.
Как и у Пеле, Зеелера, Марадоны, Лаудрупа, Ларссона и Бланко у Аль-Джабера был самый долгий промежуток между первым и последним голом, забитым на чемпионатах мира: 12 лет — 1994—2006.
Рекордсмен сборной Саудовской Аравии по количеству голов на чемпионатах мира: 3 гола

## Достижения
- Победитель Кубка Азии (1): 1996
- Финалист Кубка Азии (2): 1992, 2000
- Обладатель Кубка арабских наций (2): 1998, 2002
- Финалист Кубка арабских наций (1): 1992
- Обладатель Кубка наций Персидского залива (3): 1994, 2002, 2003
- Финалист Кубка наций Персидского залива (1): 1998
- Чемпион Саудовской Аравии (6): 1987/88, 1989/90, 1995/96, 1997/98, 2001/02, 2004/05
- Обладатель Кубка короля Саудовской Аравии (1): 1988/89
- Обладатель Кубка наследного принца Саудовской Аравии (6): 1994/95, 1999/00, 2002/03, 2004/05, 2005/06, 2007/08
- Обладатель Кубка Саудовской федерации футбола (4): 1989/90, 1992/93, 1995/96, 1999/00
- Обладатель Кубка принца Фейсала (2): 2004/05, 2005/06
- Победитель Лиги чемпионов АФК (2): 1992, 2000
- Обладатель Кубка обладателей кубков Азии (2): 1997, 2002
- Обладатель Суперкубка Азии (2): 1997, 2000
- Обладатель Арабского кубка чемпионов (2): 1994, 1995
- Обладатель Арабского суперкубка (1): 2001
- Обладатель Саудовско-Египетского суперкубка (1): 2001
- Обладатель Клубного кубка чемпионов Персидского залива (1): 1998